# لورنس مورتون
لورنس مورتون (بالإنجليزية: Laurence Morton)‏ هو معلم موسيقى وعازف بيانو أمريكي، ولد في 16 أكتوبر 1924، وتوفي في 24 فبراير 2002.